# Shiro (フラワーアーティスト)
shiro（シロ）は、日本のフラワーアーティスト、モデル、ソロ歌手、デザイナーである。血液型はB型。有限会社シュビドゥバー所属。出身地非公開。

## 来歴
2008年 - 2016年：花の世界へ
- 2008年、大手生花店に勤務し、フラワーアーティストとしてのキャリアをスタートさせる。

2017年 - 2018年：独立起業
- 2017年、ショップマネージャーを経て退職し、独立起業。

2019年 - 現在：フラワーアーティストとしての活動
- 2019年、天王洲アイルキャナルストリートTMMTガラスルームにて作品『生命の樹』を期間限定展示。
- 2021年、Jo Malone London フラワーサポートプロジェクト「母の日に贈る、優しい心」に参加。このプロジェクトでは、お母様や大切な人へ、行き場を失った花を活用したミニブーケをプレゼントする企画を実施した。
- 2022年、自主制作「月一作品撮り」を開始。同年、LiveOnline Tokyo Presents Belly Dance Show「百花繚乱」にてステージデザインから制作を担当。Melvita「SOURCE DE ROSES」シリーズのキーヴィジュアル撮影に参加。NEWoMan新宿にて"FOR ALL LOVERS 愛に満ちて、私が花開く「BLESSING MIMOSA」"で、国際女性デーに開催されたモデル・鈴木えみとのトークイベントにてメイン装花をデザインから制作まで担当。また、イラストレーター「あおいあめ」とのコラボレーション作品、曖昧次元「目覚め-初恋-」を発表。
- 2023年、「PHOENIX FES Tao Tsuchiya 15th Anniversary，Love is Strong.」にてステージデザインと制作を担当。NFTアート展示オークションイベント「momentary」にて会場デザインと制作を担当。イラストレーター「あおいあめ」とのコラボレーション作品第二弾、曖昧次元「憧れ」を発表。ルミネ池袋フェムテックイベント『LIKE YOU LIKE ME』にて館内ブースにフラワー装飾をデザインから制作まで担当。自身初のアーティスト写真「shiro」を発表。L'OCCITANE「17th anniversary」広告撮影にフラワーアーティストとして参加。イラストレーター「あおいあめ」とのコラボレーション作品第三弾、曖昧次元「変化」を発表。Aimerファンクラブツアー「Aimer Fan Club Tour "Chambre d'hôte"」にて楽屋花を担当。伊波杏樹FC会員限定クリスマスイベント『~An seule étoile~ 220,284』にてステージ装飾をデザインから制作まで担当。ストリートアート作品「play」を発表し、横浜市内の街中の高架下にて「突然フラワーアートが現れる」ゲリラライブ制作を行った。
- 2024年、イラストレーター「あおいあめ」とのコラボレーション作品、曖昧次元「想望」を発表。TVアニメ「本好きの下剋上〜司書になるためには手段を選んでいられません〜」朗読イベント2024にてステージデザインから制作まで担当。自身二度目となる作品「迷える蝶」を発表。JAPANJAM2024のこはならむ初の人前ライブでフェイスマスクをデザインから担当。過去作品「水花模様」を発表。リスパレ！LIVE vol.1にて、こはならむのフェイスマスクをデザインから担当。シャンクズプロモーション主催の初リアルイベント『激動 ~ HOT LIMIT ~ 』にて、こはならむのフェイスマスクをデザインから制作まで担当。未菜写真展「ときめき」にてフォトスペース用写真の撮影に参加、フラワーデザインから制作までを担当。未菜２周年記念ワンマンライブ「まる」にてステージデザインから制作まで担当。ABEMAアニメ祭り「NEXT GENERATION TOKYO」にて、こはならむのフェイスマスクをデザインから制作まで担当。「こはならむ BIRTHDAY LIVE 〜あなたとの時間〜」にて生花でのステージデザインから制作、こはならむのフェイスマスクを担当。
- 2025年より音楽プロデューサー多田三洋によって見出され、ソロシンガーとしての活動をスタートさせた。

## 人物

### 特技
- 声優の声を聞き分ける能力が高く、本人は「だめ絶対音感」と称している。
- 口笛と鼻歌が得意。
- 書道の有段者で、6歳から15歳まで書道教室に通っていた経験を持つ。
- スキーが得意で、学生時代はインストラクターのアルバイト経験がある。
- 声真似が得意。

### 趣味
- ラグドールとサイベリアン（共に女の子）の猫と暮らしている。
- Aimerのファンで、ツアー・ライブはほぼ全通している。shiroにとってAimerは永遠の憧れであり目標。生まれて初めてのライブ参戦がAimerであり、当時花が触れなくなるほど落ち込んでいた時期に、Aimerのパフォーマンスに衝撃を受け「私もこんな風に沢山の人に感動を届けるアーティストになりたい」と思ったことがきっかけで創作活動を再開した。AppleMUSICでの年間再生時間はAimerだけで7万時間を超えるヘビーリスナーである。
- ギター演奏。
- イラスト制作。
- カラオケが好きで、一人で5時間歌い続けることもある。

## 作品

### 展示作品
- 2019年「生命の樹」天王洲アイルキャナルストリートTMMTガラスルーム
- 2022年 曖昧次元「目覚め-初恋-」（イラストレーター「あおいあめ」とのコラボレーション）
- 2023年 曖昧次元「憧れ」三軒茶屋のカフェにて一日限定展示
- 2023年 曖昧次元「変化」恵比寿にて一日限定展示
- 2023年 ストリートアート「play」横浜市内高架下
- 2024年 曖昧次元「想望」渋谷にて一日限定展示
- 2024年「迷える蝶」
- 2024年「水花模様」

### イベント装飾
- 2022年 LiveOnline Tokyo Presents Belly Dance Show「百花繚乱」ステージデザイン・制作
- 2022年 NEWoMan新宿「BLESSING MIMOSA」メイン装花
- 2023年「土屋太鳳15周年イベントPHOENIX FES Tao Tsuchiya 15th Anniversary，Love is Strong.」ステージデザイン・制作
- 2023年 NFTアート展示オークションイベント「momentary」会場デザイン・制作
- 2023年 ルミネ池袋フェムテックイベント『LIKE YOU LIKE ME』館内ブースフラワー装飾
- 2023年 Aimerファンクラブツアー「Aimer Fan Club Tour "Chambre d'hôte"」楽屋花
- 2023年 伊波杏樹FC会員限定クリスマスイベント『~An seule étoile~ 220,284』ステージ装飾
- 2024年 TVアニメ「本好きの下剋上〜司書になるためには手段を選んでいられません〜」朗読イベント2024 ステージデザイン・制作
- 2024年 JAPANJAM2024 こはならむ フェイスマスク
- 2024年 リスパレ！LIVE vol.1 こはならむ フェイスマスク
- 2024年 シャンクズプロモーション『激動 ~ HOT LIMIT ~ 』こはならむ フェイスマスク
- 2024年 未菜写真展「ときめき」フォトスペース用写真撮影・フラワーデザイン制作
- 2024年 未菜２周年記念ワンマンライブ「まる」ステージデザイン・制作
- 2024年 ABEMAアニメ祭り「NEXT GENERATION TOKYO」こはならむ フェイスマスク
- 2024年「こはならむ BIRTHDAY LIVE 〜あなたとの時間〜」ステージデザイン・制作、こはならむ フェイスマスク
- 2024年「こはならむ 初の海外LIVE『小花罗梦 Kohana Lam LIVE in Beijing 2024』」フェイスマスクのデザイン・制作
- 2025年こはならむ初のCDアルバム「I am(アイアム)」にて、メインジャケットのブーケを制作

### 広告・キャンペーン
- 2021年 Jo Malone London フラワーサポートプロジェクト
- 2022年 Melvita「SOURCE DE ROSES」シリーズ キーヴィジュアル
- 2023年 L'OCCITANE「17th anniversary」広告